# Cumanotus beaumonti
Cumanotus beaumonti är en snäckart som först beskrevs av John Nevill Eliot 1906.  Cumanotus beaumonti ingår i släktet Cumanotus och familjen Cumanotidae. Inga underarter finns listade i Catalogue of Life.